# Secesión hutsul
La Secesión hutsul (en ucraniano: гуцульська сецесія), también denominada estilo cárpato (карпатський стиль) o estilo de la Galitzia oriental (східногалицький стиль) es un estilo arquitectónico desarrollado en Galitzia oriental, particularmente en Leópolis. El estilo representa el primer intento de crear un estilo nacional ucraniano entre finales del siglo xix y principios del xx. El estilo está basado en la arquitectura popular local, pero también incorpora elementos de otros estilos regionales de la Secesión. Específicamente, la Secesión de Viena junto con la arquitectura popular de los montañeses hutsules formaron la base de la Secesión hutsul. La figura más destacada de este estilo fue Iván Levynskyi, quien encabezó un estudio de arquitectura en el que también trabajaron otros arquitectos como Tadeusz Obmiński, Oleksandr Lushpynskyi y Lev Levynskyi.

## Descripción
La Secesión hutsul incluye grandes tejados inclinados con contornos elaborados. Los edificios a menudo están rematados con torres similares a los campanarios de las iglesias hutsules. También se extrae de la arquitectura popular hutsul la gama cromática y el uso de los metales y cerámicas en los aspectos decorativos de los edificios. Las formas de las ventanas, toldos y puertas son distintivamente elásticas, encarnando las formas expresivas del movimiento.

## Ejemplos

### Policlínica Municipal N.º 1

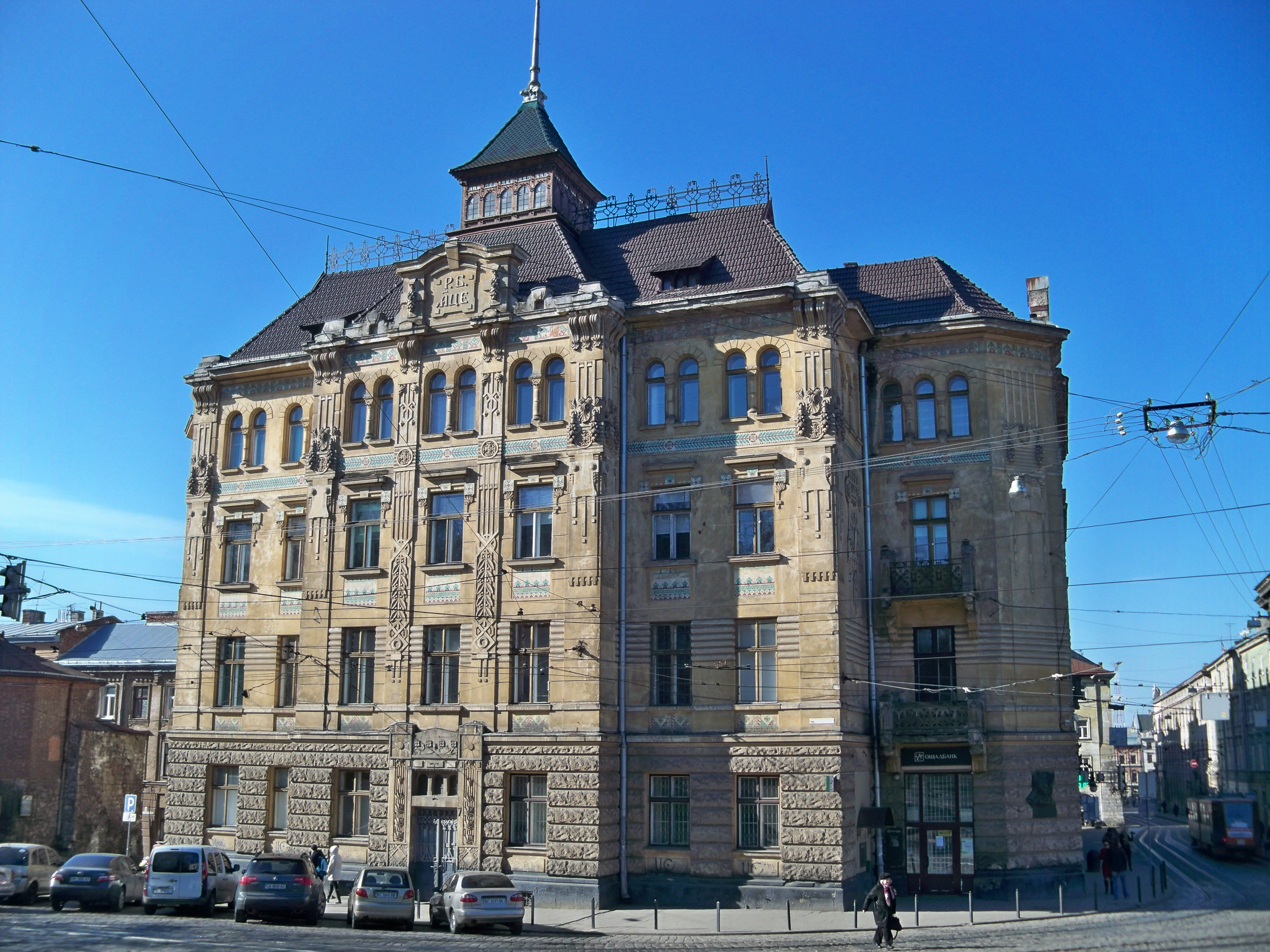
Policlínica Municipal N.º 1

La Policlínica Municipal N.º 1, anteriormente sede de la Compañía de Seguros Dnister, es un edificio de cuatro plantas diseñado por Iván Levynskyi y Tadeusz Obmiński y construido en 1906. Tuvo un papel importante en la comunidad cultural ucraniana en los años posteriores a su finalización. En los años cincuenta, se rediseñó el edificio, que perdió casi todo su interior original. Durante la Guerra Fría albergó un comité regional del Partido Comunista así como otras actividades comunitarias y tiendas. En la actualidad, está designado como un Monumento Arquitectónico y alberga una clínica, un gimnasio, una farmacia y una tienda de encuadernación.

### Escuela de Diáconos de la Catedral de San Jorge
La Escuela de Diáconos de la Catedral de San Jorge fue diseñada por Tadeusz Obmiński y su construcción terminó en 1904. Las decoraciones de la fachada, especialmente bajo las ventanas y el tejado, están inspiradas en el arte del bordado ucraniano. Los azulejos decorativos del edificio son de color marrón, amarillo, verde y blanco, reflejando los colores tradicionales del arte popular hutsul.

### Clínica Solecki

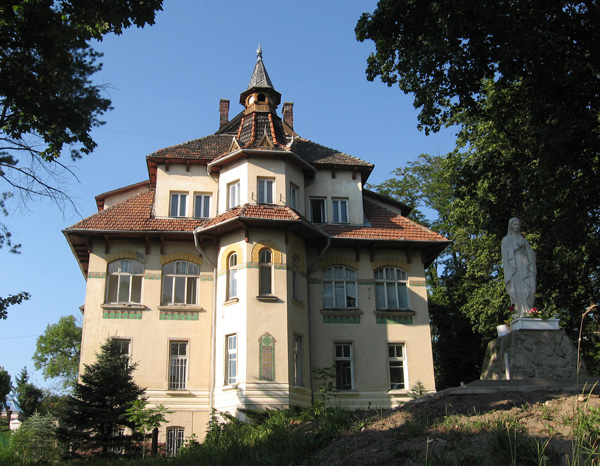
Clínica Solecki

La Clínica Solecki fue diseñada por Oleksandr Lushpynskyi y completada en 1908 como un sanatorio para la Cruz Roja. Aunque el edificio fue construido en el estilo Art Nouveau, también incorporó motivos de la Secesión hutsul. El edificio perteneció a Kazimierz Solecki, a quien debe su nombre, hasta la Primera Guerra Mundial.

### Residencia de la Casa de la Academia
La residencia de la Casa de la Academia, finalizada en 1906, fue un proyecto conjunto entre varios de los arquitectos del estudio de Levynskyi. El edificio combina la ornamentación del estilo hutsul con los elementos subyacentes del estilo de Zakopane. Funciona como centro académico para los estudiantes de Leópolis.

### Residencia del Instituto «Casa del Pueblo»
La residencia del Instituto «Casa del Pueblo», completada en 1907, fue otro proyecto emprendido por el estudio de Levynskyi. Como dormitorio para chicos del Instituto «Casa del Pueblo», el edificio tuvo la capacidad de albergar a más de 200 estudiantes.